# Långtibble
Långtibble är en by i Vänge socken, Uppsala kommun.
Byn omtalas första gången 1291, då Lars Nilsson och hans hustru i Gäsmesta, Börje socken bytte till sig 10 öresland och 1 örtugland ('in villa Thigbili' byn kallas till en början endast Tibble, äldsta belägget på Långtibble härrör från 1454, 'i Langatybile') av Uppsala domkyrka. 1302 innehade Sko kloster 5 öresland 2 örtugsland i byn. Under resten av medeltiden omtalas jord tillhörig flera frälsepersoner såväl som Uppsala domkyrka i byn. Uppsala domkyrka hade 1497-1536 tre landbönder i Långtibble. 1528-32 hade Uppsala domkyrka 6 öresland 1 örtugsland i Långtibble, som var huvudgård för ett rättardöme.
1541-1568 omfattar byn 3 skatteutjordar (till Bärby by och Vänge kyrka, den sista utjorden kallas Vangsby och redovisas vissa år separat), 2 kyrkoutjordar (till Börje kyrka), 3 Sankt Eriks hemman (200 gårdar tillhöriga Uppsala domkyrka, tilldömdes 1539 Gustav Vasa som hans privata egendom, undantogs från arvskiftet 1572 och donerades 1624 av Gustav II Adolf till Uppsala universitet), ett hemman tillhörigt Uppsala helgeandshus samt två frälsehemman, ett tillhörigt Knut Haraldsson (Soop) och Anna Persdotter (Härlundaätten), det senare ärvt hennes man Erli Larsson (Bölja) som i sin tur ärvt det efter sin far Nils Larsson (Bölja).